# Хелбој 2: Златна војска
Хелбој 2: Златна војска (енгл. Hellboy II: The Golden Army) је амерички суперхеројски филм из 2008. године, режисера и сценаристе Гиљерма дел Тора, заснован на истоименом стрипу Дарк Хорс комикса, чији је аутор Мајк Мињола. Наставак је филма Хелбој из 2004. године. У главној улози је Рон Перлман као Хелбој, а у осталим улогама су Селма Блер, Џефри Тамбор, Даг Џоунс и Џон Херт. Филм је реализовао студио Universal Pictures и зарадио је преко 160 милиона долара, наспрам буџета од 85 милиона долара. Добио је позитивне критике од стране критичара, који су хвалили филмску атмосферу, као и Перлманову глуму и наступ осталих глумаца. Био је номинован за награду Оскар, у категорији за најбољу шминку.

## Радња
Године 1944. тим истраживача паранормалнога, у склопу америчке војске, на шкотској обали је пронашао дечака са друге планете, чије је постојање требало да остане тајна. Његово кодно име је Хелбој, а и данас живи међу нама, воли слаткише, ТВ програм и приче пре спавања. Једна од њих почиње у време пре времена, кад су на Земљи заједно живели људи и митска бића. Али, људи су рођени са рупом у срцу и стога је њихова похлепа била незасита, па су целу земљу желели за себе. Стога је принц Нуада, успео да наговори свог оца, краља свих митских бића, да створи Златну војску, војнике од метала, без слабости и без милости. Краљ је дао допуштење, али је био тужан због страшног крвопролића, па је своју гвоздену круну раздвојио на три дела. Један део круне је припао људима, а два њему. Од тог тренутка људима су припали градови да у њима живе, а митским бићима шуме. Али, принц Нуада и даље није веровао људима, па је Златну војску само склонио да је може употребити кад му затреба. Или кад зажели да завлада Земљом.

## Улоге
| Глумац                   | Улога                 |
| ------------------------ | --------------------- |
| Рон Перлман              | Хелбој                |
| Селма Блер               | Лиз Шерман            |
| Даг Џоунс                | Абрахам „Ејб” Сапијен |
| Џон Александер Џејмс Дод | Јохан Краус           |
| Лук Гос                  | принц Нуада           |
| Ана Волтон               | принцеза Нуала        |
| Џефри Тамбор             | Том Манинг            |
| Џон Херт                 | Тревор Брутенхолм     |
| Брајан Стил              | Винк                  |
| Рој Дотрис               | краљ Балор            |